# Metropolia Méridy-Badajoz
Metropolia Méridy-Badajoz – metropolia Kościoła rzymskokatolickiego w Hiszpanii. Składa się z metropolitalnej archidiecezji Mérida-Badajoz i dwóch diecezji. Została ustanowiona 28 lipca 1994. Od 2015 godność metropolity sprawuje abp Celso Morga Iruzubieta. 
W skład metropolii wchodzą:
- Archidiecezja Méridy-Badajoz
- Diecezja Coria-Cáceres
- Diecezja Plasencia